# Ferris (Teksas)
Ferris je grad u američkoj saveznoj državi Teksas. Prema popisu stanovništva iz 2010. u njemu je živjelo 2.436 stanovnika.